# Aleksiej Kolesnikow
Aleksiej Konstantinowicz Kolesnikow (ros. Алексей Константинович Колесников, ur. 1895 w Orle, zm. w listopadzie 1967 w Moskwie) – funkcjonariusz radzieckich służb specjalnych, podpułkownik bezpieczeństwa państwowego.

## Życiorys
Rosjanin, 1913 ukończył trzyklasową szkołę w Orle, od listopada 1915 do kwietnia 1917 służył w rosyjskiej armii w Saratowie i Piotrogrodzie. W kwietniu 1917 wstąpił do SDPRR(b), od września 1917 do kwietnia 1919 sekretarz gubernialnego komitetu SDPRR(b) w Orle i Komitetu Miejskiego SDPRR(b) w Orle, od kwietnia do sierpnia 1919 żołnierz Armii Czerwonej, następnie śledczy Wydziału Specjalnego (Czeki) 12 Armii, 1920 zastępca szefa Wydziału Specjalnego 58 Dywizji Piechoty. Od października 1922 do kwietnia 1930 w centrali GPU/OGPU w Moskwie, od kwietnia 1930 do kwietnia 1931 zarządzający sprawami Najwyższej Rady Gospodarki Narodowej, od kwietnia do listopada 1931 zarządca trustu, od listopada 1931 do marca 1933 studiował we Wszechzwiązkowej Akademii Przemysłowej im. Stalina. Od 17 marca 1933 ponownie w OGPU, od 10 lipca 1934 do 1 lutego 1936 pomocnik szefa Zarządu Administracyjno-Gospodarczego NKWD ZSRR, od 1 lutego do kwietnia 1946 szef Centralnego Zarządu Handlowo-Produkcyjnego NKWD ZSRR, od kwietnia 1936 do marca 1937 szef Centralnego Wydziału Handlowo-Produkcyjnego NKWD/Ludowego Komisariatu Handlu Zagranicznego ZSRR, od 15 marca 1937 do 27 maja 1941 szef Zarządu Dróg Szosowych Zarządu NKWD obwodu moskiewskiego. Od 27 maja 1941 do 6 kwietnia 1946 zastępca szefa Dalstroja NKWD ZSRR ds. budowy dróg, od 11 lutego 1943 podpułkownik bezpieczeństwa państwowego, od kwietnia 1946 do marca 1947 szef Zarządu Mechanizacji Wojskowo-Morskiej w Moskwie, następnie na emeryturze.

## Odznaczenia
- Order Czerwonego Sztandaru (12 maja 1945)
- Order Czerwonego Sztandaru Pracy (24 lutego 1945)
- Order „Znak Honoru” (17 stycznia 1943)
- Odznaka „Honorowy Funkcjonariusz Czeki/GPU (V)” (1927)

I medal.